# Kingdom Hearts (manga)
Kingdom Hearts  (キング ダム ハーツ Hatsu Kingudamu?) es un manga adaptado por Shiro Amano de la serie de videojuegos Kingdom Hearts (juegos con influencias de Disney y Final Fantasy) originario de Japón. El manga se licenció en los EE. UU. por Tokyopop, en España por Planeta DeAgostini y en México por Editorial Panini. El manga narra la historia de los videojuegos, con los mismos personajes y escenarios pero con un toque más cómico y simple.
Tiene muchos capítulos y todos emocionantes que te harán entrar en la historia del juego y los mundos Disney aunque cabe destacar que la historia no abarca todos los eventos del juegos y difiere en algunos aspectos.

## Capítulos

### Kingdom Hearts

#### Tomo 1
- 001.	Calling (?)
- 002.	Invader (?)
- 003.	Light in the Hand (?)
- 004.	Giant Shadow (?)
- 005.	Cast Ashore (?)
- 006.	Traverse Town (?)
- 007.	The Man Named Leon (?)
- 008. Conspiracy (?)
- 009. Departure (?)
- 010. Kangaroo Court (?)
- 011. Find the Evidence! (?)
- 012. Helping Hand (?)
- 013. Keyhole (?)
- Special. Shiro Amano Character Sketches

ISBN
- (JP)	ISBN 4-7577-1657-5
- (EUA)	ISBN 1-59816-217-9

#### Tomo 2
- 014.	Sentimental Journey (?)
- 015.	The Chosen One (?)
- 016.	Wizard's House (?)
- 017.	Reunion (?)
- 018.	Maleficent (?)
- 019.	Agrabah (?)
- 020.	The Genie Of The Lamp (?)
- 021.	Devil's Grin (?)
- 022.	Endless Greed (?)
- 023.	Final Prayer (?)
- 024. Olympus Coliseum (?)
- 025. That's What a Hero's All About (?)
- Extra. Kingdom Bites (?)

ISBN
- (JP)	ISBN 4-7577-1845-4
- (EUA)	ISBN 1-59816-218-7

#### Tomo 3
- 026.	 Team Power (?)
- 027.	 Pinocchio (?)
- 028.	 Separated Hearts (?)
- 029.	 Atlantica (?)
- 030.	 Ursula (?)
- 031.	 Storm, Love, New Beginning (?)
- 032.  A Scientist's Notes (?)
- 033.	 Pirate Ship (?)
- 034.	 Deadlock (?)
- 035.	 Power to Believe (?)
- Extra.  Kingdom Bites (?)

ISBN
- (JP)	ISBN 4-7577-2072-6
- (EUA)	ISBN 1-59816-219-5

#### Tomo 4
- 036.	 The One with the Key (?)
- 037.	 Heart-to-Heart (?)
- 038.	 The Other Key (?)
- 039.	 Man of Darkness (?)
- 040.	 I Won't Say Goodbye (?)
- 041.	 Infinite Darkness (?)
- 042.	 Behind the Door (?)
- Special.	 Winnie the Pooh (?)

ISBN
- (JP)	ISBN 4-7577-2187-0
- (EUA)	ISBN 1-59816-220-9